# Roman Telerovský
Roman Telerovský (* 14. prosince 1972 Roudnice nad Labem) je český psychoanalytik, básník, esejista a výtvarník.

## Život
Narodil se a vyrůstal v Roudnici nad Labem. Po maturitě na tamním gymnáziu vystudoval jednooborovou psychologii na Filosofické fakultě Masarykovy university v Brně (1992–1998). Následně působil jako klinický psycholog a psychoterapeut v Dětské psychiatrické klinice FN Motol, v Psychiatrické léčebně v Horních Beřkovicích a v Denním sanatoriu Horní Palata při VFN v Praze. S psychoanalytikem Janem Ženatým spoluzakládal Českou společnost pro Rorschacha a projektivní metody a vzdělávací Institut klinické psychologie, který po jeho smrti dál vede. Od roku 2015 poskytuje výhradně psychoanalýzu v privátní praxi v Praze na Karlově náměstí. Psychoanalytické vzdělání získal v Psychoanalytickém institutu České psychoanalytické společnosti a stal se členem této společnosti a členem International Psychoanalytical Association. Psychoanalýzu také externě přednášel v Psychologickém ústavu na Filosofické fakultě Masarykovy univerzity v Brně, nyní ji přednáší na Katedře psychologie Fakulty sociálních studií Masarykovy univerzity v Brně, podílí se na výuce v Psychoanalytickém institutu České psychoanalytické společnosti, v Institutu klinické psychologie a v Institutu postgraduálního vzdělávání ve zdravotnictví v Praze.
Pro jeho surrealistické zaměření byla určující setkání se Stanislavem Dvorským (1990), s Janem Švankmajerem (1990) a s Františkem Dryjem (1991). Jeho básnické texty vyšly v časopisech Analogon, Tvar, Weles, Intervence, Iniciály, Obratník, v českých i zahraničních básnických antologiích a v surrealistických sbornících. Své asambláže, fotografie a kresby vystavoval na kolektivních surrealistických výstavách doma i v zahraničí. Od roku 1991 se začal zapojovat do činnosti surrealistické skupiny v Praze. Během studií v Brně spolupracoval s okruhem A.I.V. (Bruno Solařík, Blažej Ingr, David Jařab, Tomáš Přidal, Lenka Valachová), který se v roce 1997 sloučil s pražskou skupinou. Autorsky se podílel mj. na cyklu večerů Penězokazi v brněnském HaDivadle (1993–1997). Studium psychologie v Brně završil v roce 1998 rozsáhlou monografickou prací o psychoanalýze a surrealismu v díle Zbyňka Havlíčka, kterou pravidelně konzultoval s Vladimírem Boreckým, který byl katedrou v Brně akceptován jako její neoficiální, ale faktický vedoucí, a se Stanislavem Dvorským, jenž v té době začínal shromažďovat rukopisné materiály pro kompletní vydání Havlíčkova teoretického a esejistického díla v nakladatelství Torst. Ve stejném roce vydal svou první sbírku básnických textů z let 1991–1998.
V dalších letech až do současnosti se věnoval převážně své klinické a básnické praxi. Stal se kmenovým autorem revue Analogon a spolupracovníkem Revue pro psychoanalytickou psychoterapii a psychoanalýzu, do nichž přispěl esejistickými a odbornými studiemi zaměřenými na oblast psychoanalýzy, imaginace a tvořivosti. Účastnil se aktivit psychoanalytických studijních uskupení (Pražský psychoanalytický kroužek, Fenichelovská studijní skupina, Pražská skupina pro současnou psychoanalýzu) a dál se podílel na činnosti surrealistické skupiny.

## Publikace

### Knižní publikace
- Síla zapovídaného: Vytěsňované, zapuzované a zapovídané v psychoanalýze a tvůrčím projevu. Praha, Analogon, 2025 ISBN 978-80-88218166
- Strach z cizího: Antisemitismus, xenofobie a zkušenost „uncanny“ , spolu s Martinem Mahlerem (eds.), Praha, Česká psychoanalytická společnost, 2016, ISBN 978-80-260-9204-9
- Skutečnost imaginace: Mezi psychoanalýzou a surrealismem, Praha, Analogon, 2015, ISBN 978-80-905968-2-5
- Princip imaginace, spolu s Františkem Dryjem a Šimonem Svěrákem (eds.), Praha, Sdružení Analogonu, 2016 ISBN 978-80-905968-8-7
- Úvodní rozhovor v psychoanalýze a psychodynamické psychoterapii, spolu s Davidem Holubem, Brno, Masarykova univerzita, 2013 ISBN 978-80-210-6383-9

### Básnické sbírky
- Šupinami a umělým chrupem, Praha, Sdružení Analogonu, 2021 ISBN 978-80-88218-10-4
- Pod/vraty. Příspěvek ke zkoumání zárazů a neprůchodností obrazivosti a (bá)snění, Praha, Sdružení Analogonu, 2013 ISBN 978-80-904419-5-8
- Dokud je vlk v sanici, Praha, Analogon, 1998

### Zastoupení v antologiích a sbornících
- Nejlepší české básně 2019, Brno, Host, 2019 ISBN 978-80-7577-998-4
- What will be: almanac of the international surrealist movement = Ce qui sera = Lo que será. Bloemendaal: Brumes Blondes, 2014 ISBN 978-90-77414-44-6
- Nejlepší české básně, Brno, Host, 2013. ISBN 978-80-7294-973-1
- Nejlepší české básně 2011, Brno, Host, 2011 ISBN 978-80-7294-557-3
- Antologie české poezie, Praha, dybbuk, 2007 ISBN 978-80-86862-30-9
- Из века в век: Чешская поэзия [Iz veka v vek: češskaja poèzija], Moskva, Pranat, 2005 [Moskva, MAGI "Iz veka v vek", 2005] ISBN 978-5-905185-18-2
- Gdyby wiersze miały drzwi: Antologia młodszej poezji czeskiej ostatnich lat, Wrocław, Oficyna Wydawnicza ATUT - Wrocławskie Wydawnictwo Oświatowe, 2005 ISBN 83-7432-013-3
- Letenka do noci: antologie současné surrealistické poezie, Petrov, Brno 2003 ISBN 80-7227-174-1

### Zastoupení v katalozích výstav
- Z jednoho těsta (pocta Skupině surrealistů v ČSR), 1995 ISBN 80-85016-31-1
- Invention, Imagination, Interpretation, Swansea, Glynn Vivian Art Gallery, 1998 Odkaz
- Mantichora: Kateřina Piňosová, Přemysl Martinec, Lucie Hrušková, Jan Kohout, Andrew Lass, úvodní text v katalogu, Rakovník, Rabasova galerie, 2008 ISBN 978-80-85868-76-0
- Jiný vzduch, Praha, Art Movement & Sdružení Analogonu, 2012 ISBN 978-80-904419-1-0
- Other air, Praha, Art Movement & Sdružení Analogonu, 2012 ISBN 978-80-904419-4-1
- Jan Daňhel / vyvolávání ustalování, předmluva a úvodní slovo, Ostrava, Fotografická galerie [FGF] Fiducia, 2014 Odkaz

### Editor publikací
- Revue psychoanalytická psychoterapie: Psychoanalýza, umění a kultura, Praha, ČSPaP, 2010  ISSN 1212-7280
- Revue psychoanalytická psychoterapie: Psychoanalytické interview, spolu s Davidem Holubem, Praha, ČSPaP, 2014  ISSN 1212-7280
- Rorschach a projektivní metody 2006, spolu s Janem Ženatým a Ivo Čermákem, Praha, IPVZ, 2007. ISBN 978-80-87023-02-0
- Rorschach a projektivní metody 2007, spolu s Janem Ženatým a Ivo Čermákem, Praha, IPVZ 2008. ISBN 978-80-87023-07-5
- Ženatý, Jan a Máthé Robert, Projektivní významy Rorschachových tabulí, spolu s Ivo Čermákem, Praha, ČSRaP a Psychoprof, 2009. ISBN 978-80-89322-03-9
- Operacionalizovaná psychodynamická diagnostika OPD-2: manuál pro diagnostiku a plánování léčby, příprava a odborná redakce českého překladu spolu s Davidem Holubem, Praha, Hogrefe-Testcentrum, 2013.

## Výstavy

### Účast na kolektivních výstavách
Není-li uvedeno jinak, jedná se o výstavy Surrealistické skupiny A.I.V. a jejího okruhu (1993–1994), o společné výstavy Skupiny českých a slovenských surrealistů a Surrealistické skupiny A.I.V. (1995–1998), výstavy Skupiny českých a slovenských surrealistů samostatné nebo s účastí autorů mezinárodního surrealistického hnutí (od roku 1998).
- Hrot okamžiku, výstava fotografií okruhu pražské surrealistické skupiny, Galerie Nový horizont, Rockcafé, Praha, 1993
- Nebezpečné ozdoby, Galerie Octopus a Muzeum Rýmařov, 1993, Galerie Lužánky, Brno, 1993, Galerie Bašta, Prostějov, 1994; Hrad Lipnice nad Sázavou, 1994

- Magický prostor, Jaroměřice nad Rokytnou, 1995
- Velký detail, Uherské Hradiště, 1995
- Z jednoho těsta, Podkrkonošská galerie Semily, 1995, Státní galerie výtvarného umění v Chebu, 1996, Nitranská štátna galeria, 1997, Dům umění, Brno, 1997, Křížová chodba Staroměstské radnice, Praha, 1998
- Česká koláž, Národní galerie – Grafická sbírka, Palác Kinských, Praha, 1998
- Invention, Imagination, Interpretation, Swansea festival of Czech and Slovak Surrealism, Glynn Vivian Art Gallery, Wales, 1998
- Svatokrádež (zázračné proti posvátnému), mezinárodní výstava, Salmovský palác Pražského Hradu, Praha, 1999, Galerie Maecenas a Ve sklepě, Plzeň, 1999
- Zábory (anexe, okupace, anšlusy), Galerie Františka Drtikola, Příbram, 2000, Zámecký mlýn, Jindřichův Hradec, 2004
- Sféra snu 2001, výstavní prostory hradu Sovinec, 2001
- Nalezený objekt redivivus, Galerie Concordia, Praha, 2003
- Imaginace reality, Athény, 2006, České centrum a Státní uměnovědný ústav, Moskva 2008
- Černá a bíla jezera (protiklad, rozpor, ambivalence), galerie Scarabeus, Praha, 2007
- Svět je strašlivý přírodopis, mezinárodní výstava, Prácheňské muzeum, Písek, 2008
- Jiný vzduch, mezinárodní výstava 1991–2011, Křížová chodba, Rytířský sál a sklepení Staroměstské radnice, Praha, 2012
- Jiný vzduch (v kostce), Pražský dům, Brusel, 2013, České centrum v Bukurešti, UNAgaleria, Bukurešť, 2014/2015.
- Karel Šebek žije, výstava koláží a kreseb KŠ & kolektivní výstava členů surrealistické skupiny, galerie Morzin, Vrchlabí, 2015, galerie Octopus a Městské muzeum v Rýmařově, 2015

### Samostatné výstavy
- Penězokazi, výstava kreseb, Kabinet Múz, Brno, 1993